# Kruševo (Obrovac)
Kruševo je površinom najveće selo u Zadarskoj županiji, upravno se nalazi u sastavu grada Obrovca. 
Kruševo čine i zaseoci Donje i Gornje polje (Srida sela), Otišina, Brčić, Zevelinac, Uzdrage, Ribnica, Podgreda, Orljak, Kobljani, Kosmač, Bukovac, Drage, itd.

## Povijest
Većina naselja je devastirana tijekom Domovinskog rata, ali se počelo obnavljati povratkom stanovnika. 
Početkom 7. stoljeća Kruševo su naselili Hrvati. U dokumentima Svetog Krševana Kruševo se spominje 2. listopada 1224. godine. Prvi pisani podaci o Kruševu datiraju iz 1709. godine, tada je u mjestu živjelo 659 osoba. U crkvenim knjigama se spominje Hotissima (Otišina) kao naselje u kojem su stanovali knezovi Kurjakovići.

## Stanovništvo
Većina stanovništva Kruševa je nažalost odselila u Benkovac, Zadar, Split, Zagreb ili u inozemstvo, uglavnom u Njemačku.[nedostaje izvor]

### Kretanje broja stanovnika
| broj stanovnika | 1044  | 1182  | 1249  | 1339  | 1600  | 1775  | 1663  | 1710  | 1827  | 2017  | 2206  | 2370  | 1978  | 1674  | 1078  | 1112  | 954   |
|                 | 1857. | 1869. | 1880. | 1890. | 1900. | 1910. | 1921. | 1931. | 1948. | 1953. | 1961. | 1971. | 1981. | 1991. | 2001. | 2011. | 2021. |

## Gospodarstvo
Bura otežava život na ovim područjima, ali u svakom slučaju doprinosi da Dalmatinski pršut s ovih područja spada u prvu kategoriju sušenog mesa u Hrvatskoj i svijetu. 
Stanovnici Kruševa se uglavnom bave stočarstvom, točnije ovčarstvom, lovom i turizmom.

## Kultura
Unatoč velikom emigriranju stanovništva neki su narodni običaji zaboravljeni, ali neki su se održali do danas, poput običaja "Baka sela", koji se i danas njeguje.

## Poznate osobe
- Tomislav Karamarko, bivši potpredsjednik Vlade RH, predsjednik HDZ-a i ministar unutarnjih poslova RH.
- Katarina Perica Kirin, kazališna i televizijska glumica.

## Šport
U naselju je postojao nogometni klub NK Kruševo.

## Vanjske poveznice
- Moje Kruševo

|  | Portal Hrvatske – Pristup člancima s tematikom o Hrvatskoj. |